# 22-11-1963
22-11-1963 is een boek geschreven door de Amerikaanse schrijver Stephen King. Het boek gaat over de Amerikaanse Jake Epping die door middel van tijdreizen de moord op de Amerikaanse president John F. Kennedy probeert te voorkomen. De titel slaat terug op de dag dat deze moordaanslag plaatsvond.
Hoewel het vooral om de moordaanslag op president John F. Kennedy zou moeten gaan, geeft Stephen King de lezer ook een duidelijk beeld van het leven in de jaren 50 en 60 van de 20e eeuw.

## Achtergrondinformatie
Volgens Stephen King kwam hij in 1973 al met het idee om dit boek te gaan schrijven, maar hij haakte af, omdat hij wist dat er een groot onderzoek aan verbonden moest worden. Bovendien had hij het nog niet in zich om een groot verhaal zoals dit te gaan schrijven, tenminste, dat vond Stephen King zelf. Pas in 2007 heeft hij het idee weer genoemd. In een magazine vertelde hij dat hij een idee had om een boek te gaan schrijven over een jongeman die een poort in de tijd vindt en deze gebruikt om de aanslag op John F. Kennedy te voorkomen, in de hoop dat de wereld dan verbeterd zal zijn.
Stephen King heeft veel onderzoek gedaan om het boek te kunnen schrijven. Zo heeft hij kranten gelezen uit die tijd, sportresultaten onderzocht, over kleding gelezen, de prijzen van producten etc. Deze dingen komen ook gedetailleerd terug in het verhaal. Hij is ook naar Dallas gegaan. Daar heeft hij de mogelijke verblijfplaatsen van de vermoedelijke moordenaar, Lee Harvey Oswald, bezocht. Daarnaast heeft hij ook gekeken bij het huis van een eerder bijna-slachtoffer van Oswald, Edwin Walker. Hij heeft het gebouw waaruit Oswald zou hebben geschoten bezocht. Ook heeft Stephen King gelezen over de verschillende complottheorieën van de dood van John F. Kennedy.

## Inhoud
Jacob 'Jake' Epping is een leraar Engels op een middelbare school in Lisbon Fall, Maine. Hij verdient extra geld door les te geven aan volwassenen met een leerachterstand die nooit hun middelbareschooldiploma hebben gehaald. Hij geeft hun de opdracht een opstel te schrijven over de dag dat hun leven veranderde. Epping krijgt de opstellen terug en kijkt ze na. Een van de opstellen trekt zijn aandacht, het opstel van de schoonmaker van de school, Harry Dunning. Harry Dunning schrijft dat de dag dat zijn leven veranderde de dag was waarop zijn vader, Frank Dunning, zijn moeder, zijn twee broers en zusje vermoordde met een hamer. Zelf had hij het net overleefd, maar hij had wel een verminkt been voor de rest van zijn leven. Nadat Dunning zijn diploma alsnog haalt, worden hij en Epping goede vrienden.
Twee jaar later wordt Epping gebeld door Al Templeton, de eigenaar van een eethuis waar Epping regelmatig iets eet. Epping is geschokt als hij erachter komt dat Templeton lijdt aan terminale longkanker en dat Templeton niet lang meer te leven heeft. Epping snapt niet hoe het kan, want hij was de dag ervoor nog in het eethuis en toen was er nog niets met Templeton aan de hand. Templeton vraagt Epping mee te komen naar de bijkeuken. Hij vertelt dat er een poort is naar Lisbon Falls, maar dan op 9 september 1958, 2 minuten voor 12 uur 's middags. Epping gaat door de poort en kom inderdaad terecht op de plek die Templeton hem vertelde. Hij kijkt wat rond in het stadje en keert dan weer terug. Templeton vertelt Epping dat hoelang hij ook in het verleden blijft, het altijd twee minuten is in de toekomst. Elke keer als er iemand door de poort naar het verleden gaat, is er een "reset". Alles wat er de vorige keer gedaan is, wordt weer teruggezet naar hoe het verleden was geweest. Er is maar één man die lijkt te weten wat er gebeurt, een dronkaard die naast de poort zit. Hij wordt de "gele kaart-man" genoemd, omdat hij een gele kaart in zijn hoed heeft zitten.
Templeton vertelt Epping dat hij de moord op president John Fitzgerald Kennedy wil voorkomen, zodat alle problemen die erna kwamen niet zouden gebeuren als hij in leven was gebleven. Templeton vertelt Epping dat hij vier jaar in het verleden heeft geleefd. Hij is er bijna zeker van dat de vermoedelijke moordenaar Lee Harvey Oswald alleen heeft geopereerd. Ook vertelt hij dat het verleden niet veranderd wil worden. Hoe duidelijker het is dat je het verleden wilt veranderen, hoe meer obstakels je tegenkomt. Templeton denkt daarom dat hij de kanker heeft gekregen en dus kon hij zijn missie niet afmaken. Nu wil hij dat Epping het probeert.
Als proef reist Epping naar het verleden om de moorden in het gezin van Harry Dunning te voorkomen. Hier loopt hij rond onder het pseudoniem 'George Amberson'. Hij koopt een Ford Sunliner en reist naar Derry, het stadje waar de familie Dunning woont. Epping heeft gelijk een gruwelijke hekel aan het stadje. Hij doet er een weddenschap met Chaz Frati, waar hij veel geld door wint. Op Halloween avond wacht hij bij het huis van de Dunnings, maar wordt hij geplaagd door Turcotte. Turcotte moest hem volgen van Frati, omdat Frati hem niet vertrouwde. Samen met Turcotte voorkomt hij dat het grootste deel van de familie vermoord wordt. Hij kan alleen het leven van Arthur 'Tugga' Dunning niet redden. Hierna keert hij terug naar de toekomst en komt hij erachter dat Harry Dunning is omgekomen tijdens de Vietnamoorlog. Terwijl Epping nog steeds informatie aan het opzoeken is, pleegt Al Templeton zelfmoord. Epping heeft bijna geen keus meer en moet snel handelen voordat iemand achter de dood van Templeton komt en het eethuis sluit. Epping reist terug naar het verleden om de moord op Kennedy te voorkomen.
Als hij daar aankomt blijkt de gele kaart-man zelfmoord te hebben gepleegd en de gele kaart is nu een zwarte kaart geworden. Hij koopt dezelfde auto weer en reist naar Derry. Daar vermoordt hij de vader van Harry Dunning voordat die ook maar een van zijn familieleden kan doden. Epping haalt een diploma aan de universiteit en gaat naar Florida. Daar doet hij ook nog een weddenschap. Epping reist door naar Texas, en hij komt erachter dat zijn oude huis in Florida in brand is gestoken door de maffia. Hij gaat in het kleine stadje Jodie, nabij Dallas, wonen. Hij komt in contact met Deke Simmons, die een relatie heeft met Mimi Corcoran. Hij krijgt een baan op de lokale middelbare school, waar Deke de directeur is. Hij wordt al snel populair onder de leerlingen. Ook organiseert hij een toneelstuk. Op de bruiloft van Simmons en Corcoran ontmoet Epping Sadie Dunhill. Hij weet niet zeker of het liefde op het eerste gezicht is. Corcoran overlijdt aan een ernstige ziekte en Dunhill wordt de nieuwe bibliothecaresse op de middelbare school. Epping krijgt een relatie met Dunhill, maar deze valt uit elkaar wanneer Dunhill wil weten wat Epping allemaal in zijn schild voert. Hij wil het niet vertellen.
Hij huurt een huis dat tegenover het toekomstige huis van Lee Harvey Oswald staat. Hij luistert hem af door middel van afluisterapparatuur in een lamp die in het huis van de Oswalds staat. Ook gebruikt hij een richtmicrofoon om het praten te verduidelijken. Hij maakt mee hoe de Russische vrouw van Oswald, Marina, wordt geslagen en hij leert de afkeer van Oswald naar zijn moeder kennen. Hij komt weer in contact met Dunhill en vertelt haar dat hij uit de toekomst komt en hier is om de moord op Kennedy te voorkomen. Ze gelooft hem eerst niet, maar door middel van een weddenschap tijdens een bokswedstrijd laat hij zien dat het echt zo is en nu gelooft ze hem wel.
Epping wil weten of een vriend van Oswald, George de Mohrenschildt, iets te maken heeft met de moord op Kennedy. Want als dat niet zo is, dan zal hij Oswald ver van tevoren al vermoorden. Hij denkt dat de Mohrenschildt of een CIA-informant is die Oswald in de gaten moet houden, of dat hij inderdaad degene is die Oswald helpt bij zijn daden. Epping wil erachter komen door te zien wie ex-generaal Walker vermoordt, maar het lot houdt hem tegen. Hij krijgt een telefoontje van de ex-man van Sadie Dunhill, John Clayton. Hij dreigt Sadie te vermoorden, als Epping niet snel genoeg naar Jodie komt. Epping staat nu voor een moeilijke keuze, maar kiest voor Dunhill. Hij gaat naar Jodie toe en belt Deke Simmons op om te helpen. Hij zal Clayton afleiden, zodat Epping het huis binnen kan gaan. Maar het gaat niet zoals verwacht. Sadie Dunhill wordt in het gezicht verminkt door Clayton, die wordt overwonnen door Simmons, maar daarop pleegt Clayton zelfmoord. Dunhill is voor het leven getekend met een litteken op haar gezicht. Epping gaat terug naar een oud huis, waar hij wordt achtervolgd door een van de bookmakers waarmee hij weddenschappen had afgesloten. Hij wordt in elkaar geslagen en overleeft het maar net. Daarna moet hij drie maanden herstellen in een revalidatiecentrum.
Epping verlaat het revalidatiecentrum eerder, zodat Sadie Dunhill hem niet achterna kan gaan. Hij vertrekt naar zijn oude woning in Fort Worth, haalt wat slaap in en als hij wakker wordt, zit Sadie Dunhill naast hem. Ze heeft hem toch gevonden. Samen gaan ze naar het centrum van Dallas, waar de president die dag zijn ronde doet. Ze gaan naar het gebouw waarvandaan Oswald op de president zal schieten, maar niet zonder problemen. Eerst krijgen ze een kapot wiel te verduren, vervolgens gaan ze met de bus, maar krijgen ze een busongeluk. Uiteindelijk komen ze net op tijd aan om Oswald tegen te houden. Oswald wordt vermoord, maar Sadie Dunhill krijgt een dodelijke kogel in haar borst en overlijdt ter plekke.
Epping wordt een nationale held en hij wordt persoonlijk bedankt door de president en zijn vrouw. De FBI hoort hem uit en Epping moet hen overtuigen dat hij niet in het complot zit. Het lijkt de FBI een goed idee dat Epping even een tijd verdwijnt. Epping reist terug naar Lisbon Falls met het idee dat hij het allemaal opnieuw zal doen, maar dat Sadie Dunhill het dan wel zal overleven. Onderweg naar huis hoort hij over een ernstige aardbeving in Californië waar minstens 7000 mensen zijn omgekomen en hij geeft zichzelf de schuld. Terug in Lisbon Falls komt hij de kaartman weer tegen. Het is een andere man, en hij heeft nu een groene kaart. Hij legt uit dat er meerde poorten in de wereld zijn die toegang geven tot verschillende tijdperken. Hij vertelt ook dat hij en zijn voorgangers "bewakers" zijn van deze poorten en inderdaad weten wat het inhoudt. Hij vertelt bovendien nog dat reizen door het portaal de wereld niet alleen verandert, maar ook resten achterlaat. Hoe groter de verandering, hoe instabieler de werkelijkheid. De kleuren van de kaarten geven aan in hoeverre de wereld verandert door een verandering in het verleden. De groene kaart geeft gezond aan, de gele kaart geeft eerlijk/normaal aan en de zwarte geeft instabiliteit aan. Het is moeilijk om een poort te bewaken, want je moet veel werkelijkheden uit elkaar houden. Dit leidt tot psychische aandoeningen, zoals het alcoholisme van de gele kaart-man. Hij smeekt Epping alles weer recht te zetten, want het is niet goed zo.
Epping gaat terug naar 2011 en ontdekt dat de wereld een nucleaire oorlog heeft gehad. Hij komt een bekend gezicht tegen, Harry Dunning. Hij had diens leven een tijd geleden al gered en Dunning zit nu in een rolstoel als gevolg van de nucleaire oorlog. Dunning vertelt de geschiedenis van de wereld vanaf 1963 aan Epping. Hij vertelt over de oorlogen, de aardbevingen en het huidige terrorisme. Epping gaat terug naar 1958 en daar is de groene kaart-man weer. Hij wil dat Epping teruggaat naar 2011, zodat de poort gesloten kan worden en alles weer is, zoals het was. Maar Epping gaat naar een hotel in Lisbon Falls. Hij wil terug naar Jodie, om Sadie Dunhill weer te ontmoeten en haar mee te nemen naar zijn tijd. Uiteindelijk doet hij dit niet en gaat hij terug naar 2011. Alles is weer zoals het was. Hij zoekt op internet of Sadie Dunhill de aanval van haar ex-man overleefd heeft zonder hem. Dat heeft ze. Hij gaat naar Texas terug om haar daar weer te zien. Zij, nu een oude vrouw, kent hem natuurlijk niet, maar samen dansen ze nog één keer hun laatste dans.

## Personages

### Fictie
- Jacob Epping is een Engels leraar op de lokale middelbare school in Lisbon Falls, Maine. Hij is net gescheiden van Christy. Hij heeft geen kinderen. Hij leert de poort naar het verleden kennen dankzij Al Templeton. Hij reist terug naar 1958 onder de naam 'George Amberson' om de moord op John F. Kennedy te voorkomen. Ook ontwikkelt hij een relatie met Sadie Dunhill.
- Sadie Dunhill is de bibliothecaresse op de lokale middelbare school in Jodie, Texas in het verleden. Zij ontwikkelt een relatie met Jake Epping en leert zijn geheim kennen. Ze helpt hem om de moord op Kennedy te voorkomen, maar sterft tijdens deze gebeurtenis. Als Jake Epping alles later reset, is ze gewoon weer in leven.
- Harry Dunning is de schoonmaker van de lokale middelbare school in Lisbon Falls, Maine. Hij is een leerling van Jake Epping. Jake Epping zorgde ervoor dat Dunnings familie niet vermoord werd, maar na de reset is dit uiteindelijk alsnog gebeurd.
- Al Templeton is de eigenaar van het eethuis waar Jake Epping zo nu en dan iets kwam eten. Templeton vertelde Epping over de poort naar het verleden en gaf hem de opdracht om de moord op Kennedy te voorkomen. Templeton pleegde vlak voordat Epping door de poort naar het verleden ging zelfmoord.

### Historische personages
- Lee Harvey Oswald is de man die ervan verdacht wordt de president te hebben doodgeschoten. Epping volgt hem en zijn gezin in de tijd voordat Oswald de president zou gaan neerschieten. Oswald woonde een tijdje in Rusland waar hij trouwde met zijn vrouw Marina. Ook kreeg hij een dochter, June. Oswald was pro-communisme en liet dat ook merken. Oswald probeerde Kennedy te vermoorden, maar dat mislukte, omdat Jake Epping en Sadie Dunhill op tijd waren om hem tegen te houden. Als Jake Epping alles weer heeft gereset, heeft hij de president wel gewoon vermoord.
- Marina Oswald is de vrouw van Lee Oswald. Samen hadden ze een dochter June en vlak voor de aanslag beviel ze van haar tweede dochter, Audrey. Ze is het slachtoffer van huiselijk geweld. Ze wordt vaak opgemerkt door haar schoonheid.
- George de Morenschildt is een vriend van Oswald. Hij amuseert zich door Oswald. Epping bedreigt hem en zorgt ervoor dat de Morenschildt uit de buurt blijft van Oswald.
- James P. Hosty is de man van de FBI die Epping ondervraagt. Hij geeft Epping geld en zorgt ervoor dat Epping verdwijnt.
- John F. Kennedy is de president die ternauwernood van de dood ontsnapt. Epping wordt persoonlijk door hem bedankt.
- J. Edgar Hoover is de baas van de FBI. Hij wordt nu en dan genoemd.